# Feronia (Étrurie)
Pour les articles homonymes, voir Feronia, (72) Féronie et Féronie.

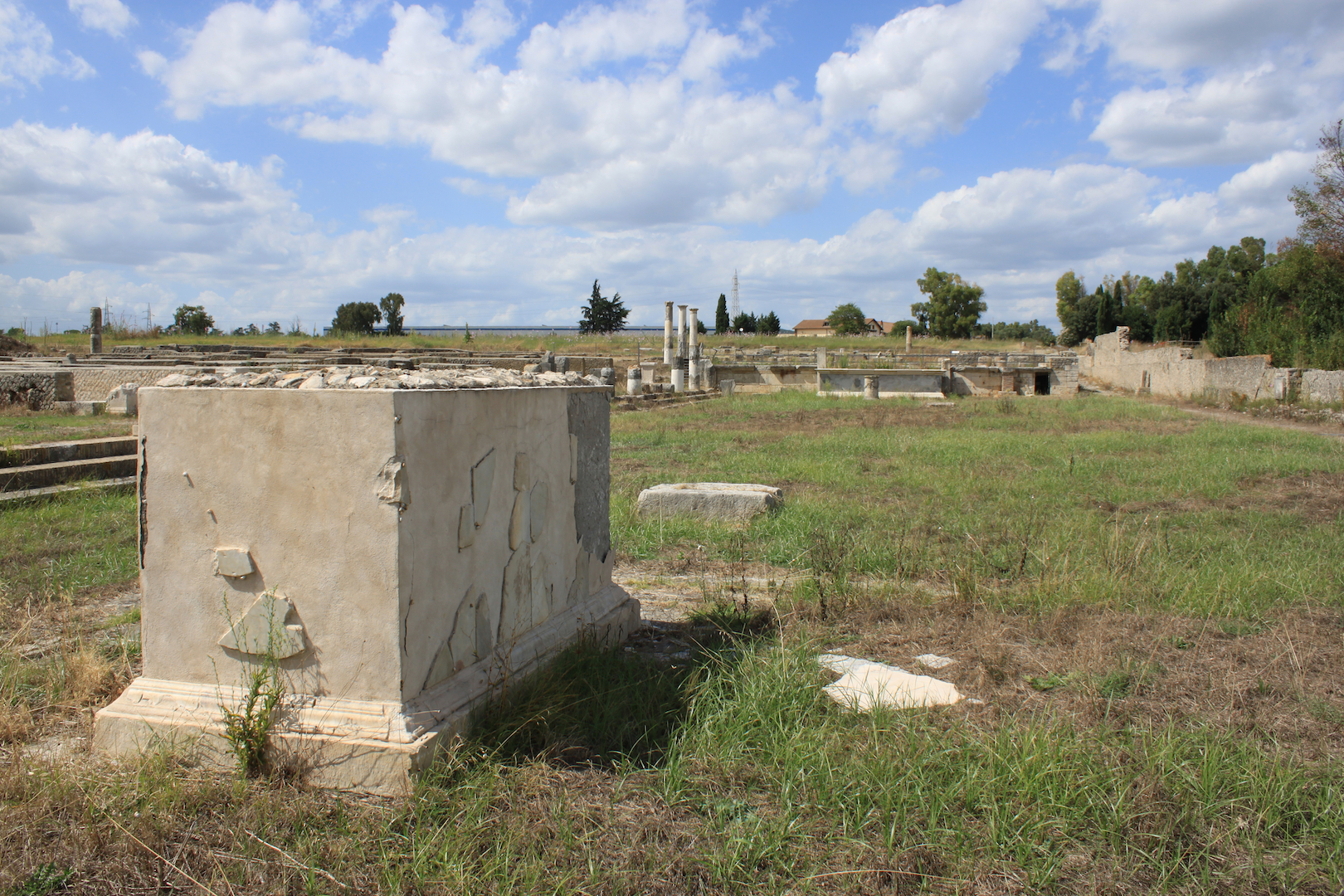
Vue du site archéologique. Le forum, base de statue équestre au premier plan.

Feronia ou Lucus Feroniae, en grec Φερωνία, pour Strabon, et Λοῦκος Φηρωνίας pour Ptolémée, est une ville ancienne du sud de l'Étrurie située au pied du Mont Soracte, dans le territoire de Capena, près du célèbre sanctuaire et du bois sacré de la déesse Féronie, de qui elle tire son nom.

## Histoire
Le géographe grec Strabon est le seul auteur qui mentionne une ville de ce nom, qu'il appelle Feronia ; d'autres écrivains parlent de Lucus Feroniae, et Feroniae fanum, Bois sacré et Sanctuaire de Feronia, mais il est naturel qu'au fil du temps une ville grandisse autour d'un site de sainteté qui a été visité chaque année par un grand nombre de personnes. Féronie paraît avoir été une déesse sabine.
Les fêtes dans son sanctuaire semblent avoir été suivies surtout par les Sabins, bien que le sanctuaire lui-même ait été sur le territoire étrusque et dépendît de la ville voisine de Capena. La première mention de ces festivals annuels apparaît dès le règne de Tullus Hostilius, quand ils sont déjà fréquentés par un grand nombre de personnes, pas seulement pour les rites religieux, mais comme une sorte de foire à des fins commerciales, une coutume qui semble avoir prévalu à toutes les réunions similaires. De grandes richesses avaient été accumulées au sanctuaire de Feronia, et Hannibal eu la tentation d'y faire un détour lors de sa retraite de Rome, en 211 av. J.-C., dans le but de piller le temple.
Il y avait là une grande quantité de cuivre brut ou non monnayé constituant une preuve suffisante de l'ancienneté du sanctuaire. La seule autre information sur ce lieu concerne quelques mentions occasionnelles des prodiges qui s'y sont déroulés. Strabon raconte que le site était encore très fréquenté en son temps, et que de nombreuses personnes s'y rendaient afin d'assister au miracle des prêtres et des adorateurs de la déesse qui marchaient dans le feu sur des cendres brûlantes et en sortaient indemnes. Ce rituel est attribué par d'autres écrivains au temple d'Apollon, sur le sommet du mont Soracte, lieu d'origine depuis lequel le sanctuaire a probablement été transféré.
L'emplacement général de la cité Feroniae Lucus est suffisamment déterminé par les vestiges que l'on trouve dans l'agro Capenate et au pied du mont Soracte. Une fontaine au pied de la colline de Sant'Oreste, près de l'extrémité sud-est de la montagne, est encore appelée Felonica et comme de telles fontaines étaient généralement affectées à des bois sacrés, il est fort probable que celle-ci ait été le site du bois et du sanctuaire de la déesse.
Le village de Sant'Oreste, qui se dresse au-dessus de la colline porte les traces d'un site antique et est considéré par Antonio Nibby et George Dennis comme occupant la position de l'ancienne ville de Feronia.
Pline l'Ancien parle d'une cité Feroniae Lucus parmi les colonies de l'intérieur de l'Étrurie et d'après l'ordre dans lequel il décrit les villes de cette province, il ne fait guère de doute qu'il désigne la célèbre localité du sud de l'Étrurie. Mais il est singulier que le géographe grec Ptolémée, qui constate également une Feroniae Lucus, auquel il donne le titre de colonia, la place à l'extrémité nord-ouest de l'Étrurie, entre l'Arno et la Macra. Mais le Liber Coloniarum très documenté dans sa description de la province de Tuscia, ne mentionne pas cette colonie. Une inscription, d'autre part, dans laquelle on trouve le nom de Colonia Julia Felix Lucoferonensis se réfère probablement à la ville étrusque du sud, et dans l'ensemble il est très probable que le nom a été tout à fait oublié par Ptolémée et qu'il a dû exister une deuxième colonie portant le même nom, dont nous ne savons rien.

## Sources
- (en) Cet article est partiellement ou en totalité issu de l’article de Wikipédia en anglais intitulé « Feronia (Etruria) » (voir la liste des auteurs).